# Epidendrum trachythece
Epidendrum trachythece är en orkidéart som beskrevs av Rudolf Schlechter. Epidendrum trachythece ingår i släktet Epidendrum och familjen orkidéer. Inga underarter finns listade i Catalogue of Life.